# Всеукраїнська літературно-мистецька премія імені Євгена Гуцала
 Всеукраїнська літературно-мистецька премія імені Євгена Гуцала  — премія українським літераторам й митцям за творчі здобутки, пов'язані з українським Поділлям.

## Історія
Заснована у 2000 р. Вінницьким земляцтвом у місті Києві на вшанування пам'яті видатного українського письменника Є. П. Гуцала, який стояв біля витоків створення Вінницької письменницької організації.

## Лауреати
Серед лауреатів різних років: 

Анатолій Бортняк, Іван Волошенюк, Володимир Забаштанський, Михайло Каменюк, Леонід Куций, Анатолій Подолинний, Володимир Рабенчук, Ганна Секрет, Валентина Сторожук, Наталія Ткаченко, Ганна Чубач, Тетяна Яковенко, Вадим Вітковський (2014),Віктор Мельник (2016), Олександр Гордієвич (2017), Андрій Гудима (2018), Володимир Козюк (2019), Микола Крижанівський (2020), Андрій Стебелєв (2021), Олександр Пелешко (2022), Анатолій Жарук (2023), Володимир Шкурупій (2024, проза), Людмила Брендак (2024, поезія).